# Campionati europei di salto ostacoli 1999
I Campionati europei di salto ostacoli 1999 si sono svolti a Hickstead, in Gran Bretagna. 

## Podi
| Evento           | Oro                 | Argento      | Bronzo                 |
| Gara individuale | Alexandra Ledermann | Markus Fuchs | Lesley Mcnaught-Mändli |
| Gara a squadre   | Germania            | Svizzera     | Paesi Bassi            |

## Medagliere
| Posiz. | Nazione     | Oro | Argento | Bronzo | Totale |
| ------ | ----------- | --- | ------- | ------ | ------ |
| 1      | Francia     | 1   | 0       | 0      | 1      |
| 1      | Germania    | 1   | 0       | 0      | 1      |
| 3      | Svizzera    | 0   | 2       | 1      | 3      |
| 4      | Paesi Bassi | 0   | 0       | 1      | 1      |
| Totale | Totale      | 2   | 2       | 2      | 6      |